# 伊賀川桜堤

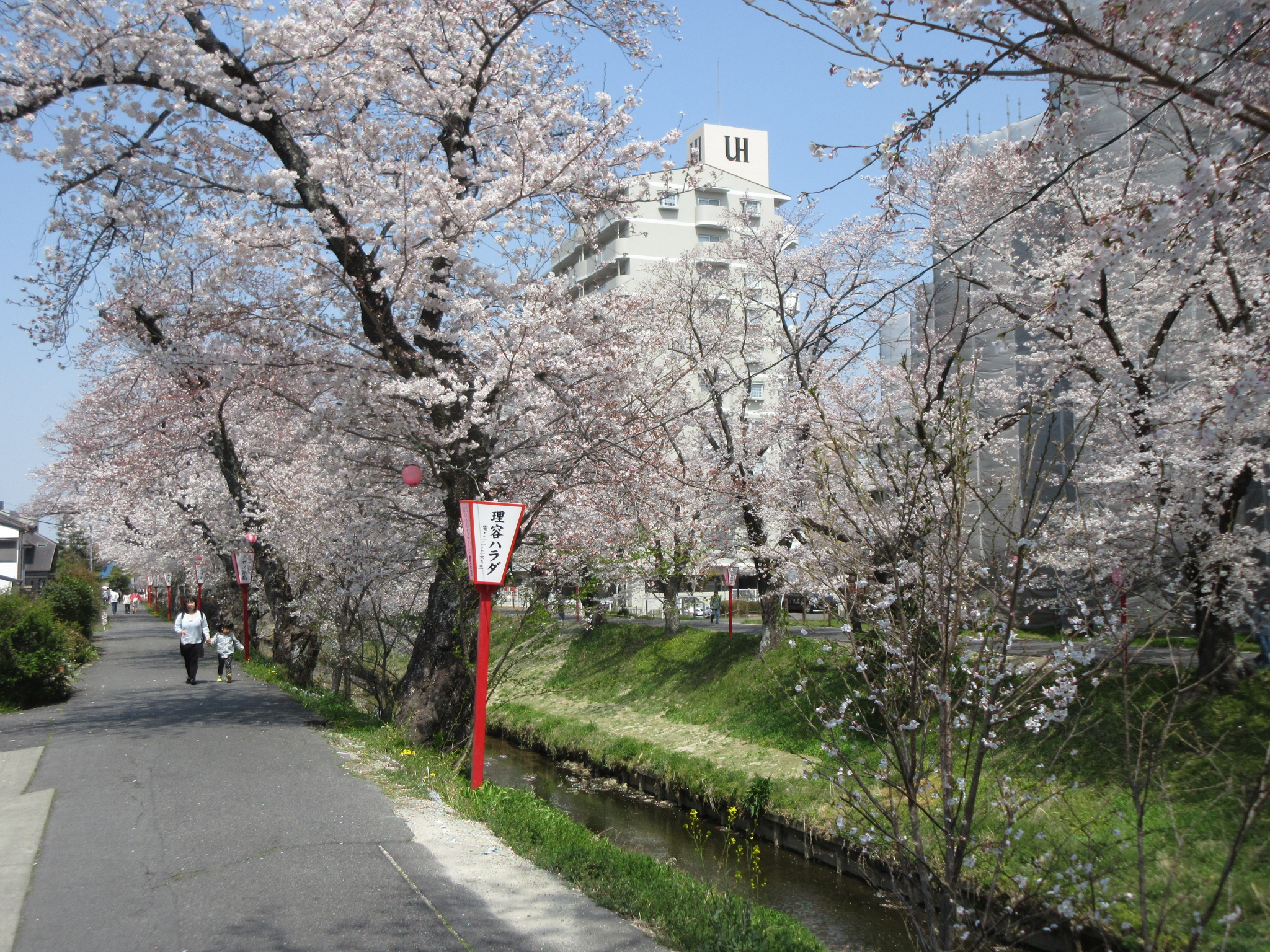
伊賀川桜堤（岡崎市稲熊町）

伊賀川桜堤（いががわさくらづつみ）とは、愛知県岡崎市伊賀町から稲熊町までを伊賀川沿いに進む道路の通称名である。

## 概要

### 花咲かじいさん
伊賀川の桜並木は、町の花咲かじいさんと呼ばれた伊賀町の石油販売業・佐々木今朝吉が、伊賀川に桜を植えようと思い立ったところから生まれた。戦前の1939年（昭和14年）、その次の年が紀元二千六百年になる年であるので、記念事業にと、佐々木今朝吉の次男・佐々木博と親類・稲垣和夫と話し合って決めた。
その後、すぐさま京都の苗木商から若木を取り寄せた。伊賀川を管理する愛知県の河川課の許可を取って、伊賀川の土手へ、取り寄せた吉野桜・右近桜、ほかに楓も植えた。2年がかりの作業で伊賀橋から稲熊までの伊賀川堤防約2キロメートル間に2600本の若木が植えられた。
しかし、もともと桜に関する知識があったわけではなかったので、桜を成長させるのに苦労したという。市から生ゴミをもらって堆肥をつくり、近所からイワシなどを譲り受けて肥料として桜の根元に埋めるなど、根気強く取り組んだ。戦後の1950年（昭和25年）頃には伊賀川に見ごとに咲くようになっており、以後ずっと、伊賀川桜堤は岡崎市の桜の名所として、岡崎公園周辺の桜と並んで親しまれている。

### 伊賀川の改修

#### 伊賀川改修工事（明治期）
明治までの伊賀川の流れは、現在の国道248号を越えて早川の流れに沿って南へ菅生川に合流していた。大雨が降ると菅生川から逆流する水勢に押され、堤防がたびたび押し流される状況にあった。1912年（明治45年）に浅井浅次郎をはじめその他の有志らにより、伊賀川の改修工事が実施された。当初は伊賀川を西に直進させて矢作川に直結する計画もあったが、結局は現在のように広幡あたりから南流させて、岡崎城西側の外濠を通して菅生川に合流した。

#### 平成20年8月末豪雨とその影響

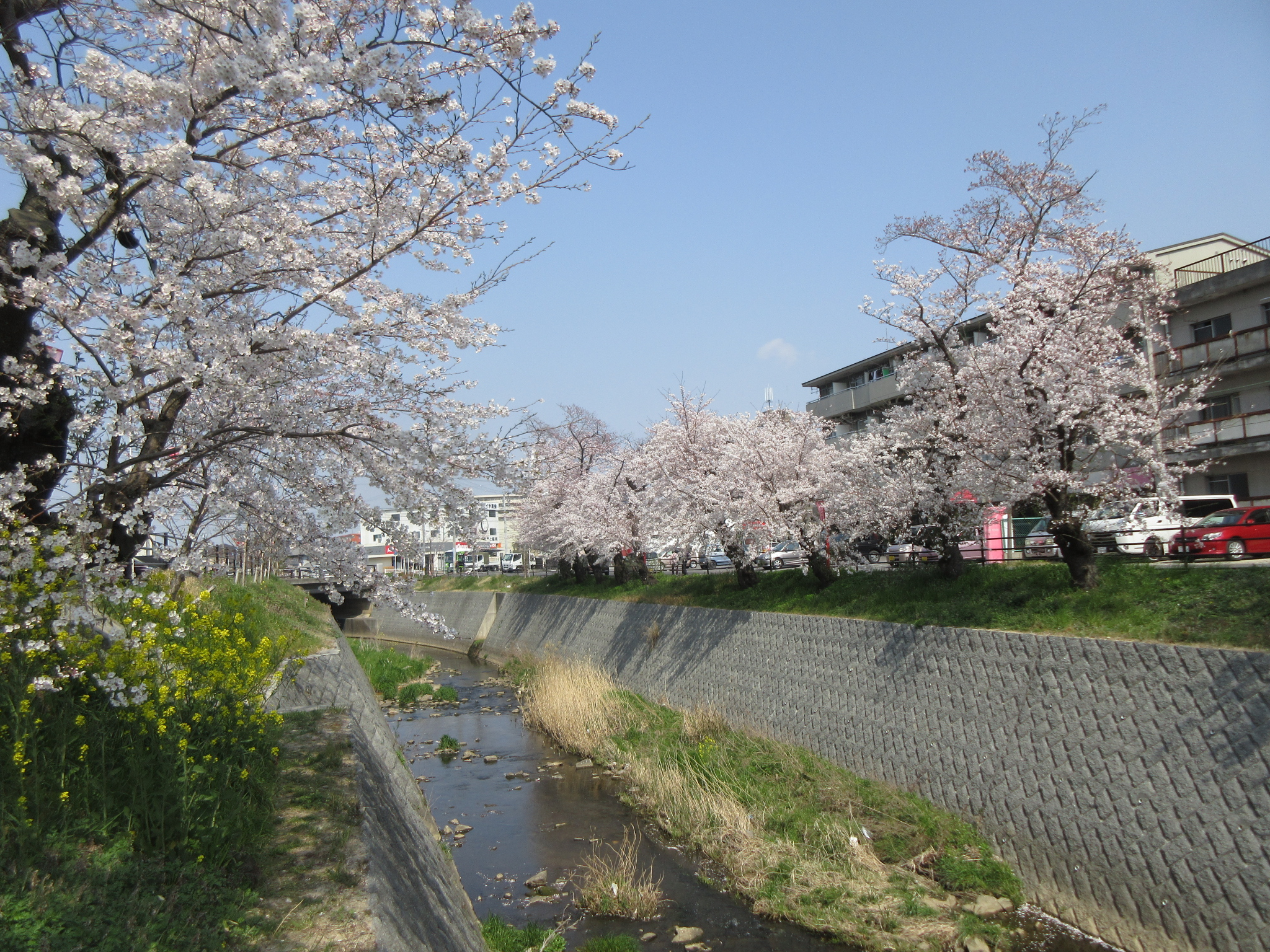
平成20年8月末豪雨のあと、一部の流域は護岸工事が行われた。

2008年（平成20年）8月29日深夜に発生した岡崎市内の集中豪雨、気象庁のいう平成20年8月末豪雨では、伊賀川の氾濫で周辺地域に水害が発生した。豪雨後、愛知県と岡崎市は早急に河川改修に着手した。そこで犠牲になったのが伊賀川の桜並木であった。三清橋（西魚町）から猿橋（石神町）までの約2.4キロメートル区間の桜481本のうち約45パーセントにあたる220本が改修工事に支障があるとして、伐採・移植の対象となった。この動きに対し、伊賀川桜保存会（市民団体）がたちあがり、伊賀川の美しい桜が保存されるよう署名活動が行われた。愛知県は「桜を1本でも多く残せるよう」に床上浸水対策特別緊急事業を進めると述べ、桜保全計画マップを作成した。
豪雨により氾濫した伊賀川、鹿乗川、広田川、砂川、占部川の市内5河川の緊急改修工事は2015年度（平成27年度）末で完了した。

## 伊賀川桜堤の区間
- 名鉄岡崎市内線が通っていた愛知県道39号岡崎足助線の伊賀橋から東に、小呂川が合流するあたりまでの、伊賀川堤防の両岸。
  - 延長：約1.5km（左岸）

## 交通規制
- 狭い堤防道路ゆえ、自動車・原付は各箇所で一方通行・車両進入禁止が指定されている。
- 伊賀橋からモダン道路に接するまでの指定された区間は大型貨物自動車等通行止め、駐車禁止。
- 愛知県道477号東大見岡崎線との重複区間は、最高速度40km/時、追越しのための右側部分はみ出し通行禁止、駐車禁止。

## 接続する路線
- 愛知県道39号岡崎足助線（井田坂通り）（岡崎市、豊田市）
- モダン道路（岡崎市）
- 愛知県道477号東大見岡崎線（グランドロード）（岡崎市、豊田市）

## 沿線・周辺
- 伊賀八幡宮
- 昌光律寺
- 伊賀橋
- 梅平橋
- 懐勲桜の碑
- 石神橋
- 猿橋
- 稲熊橋